# Vasko Lipovac
Vasko Lipovac (Škaljari kod Kotora, 14. lipnja 1931.  - Split, 4. srpnja 2006. ) hrvatski slikar, kipar i grafičar. Rodom je Crnogorac.

## Životopis
Rodio se je u Škaljarima 1931. od oca Spasoja Lipovca i matere Antice Lui, kćeri uglednog zemljoposjednika Maksimilijana Luija. Akademiju primijenjenih umjetnosti završio je u Zagrebu 1955. Bio je suradnik majstorske radionice Krste Hegedušića od 1955. do 1959. godine. Od 1967. živio je i radio u Splitu.
Od 1956. izlagao je na oko stotinu samostalnih i preko dvjesto skupnih izložbi u zemlji i inozemstvu.
 
Vasko Lipovac dobitnik je brojnih nagrada za skulpturu, ilustraciju, te javne spomenike. 

Vasko Lipovac preminuo je u Splitu, 4. srpnja 2006.  

## Fotografije
- Atelier, detalj
- Crveni cvijet, 2006
- Vitez, 1978
- Perle, 1996
- Marko Marulić, Vukovar 2006

## Nagrade
1968. Nagrada 5, plavog salona, Zadar Otkupna, Nagrada Cetinjskog salona, Cetinje

1969. Nagrada Zimskog salona, Herceg Novi

1970. Godišnja nagrada NIP “Slobodna Dalmacija”, Split

1971. Nagrada za skulpturu 6. zagrebačkog salona, Zagreb, Nagrada za skulpturu 3. splitskog salona, Split

1972. Otkupna nagrada “Večernjeg lista” na VII. zagrebačkoj izložbi jugoslavenske grafike, Zagreb

1974. Otkupna nagrada na VII. zagrebačkoj izložbi jugoslavenske grafike, Zagreb, Otkupna nagrada na I. bijenalu suvremene hrvatske grafike, Split

1975. Priznanje na II. jugoslavenskom bijenalu male plastike, Murska Sobota

1975. Nagrada za skulpturu VII. splitskog salona, Split

1978. Nagrada “Grigor Vitez” za ilustraciju, Zagreb, Nagrada za skulpturu na VII. mediteranskom bijenalu, Aleksandrija

1979. Nagrada grada Splita, Split

1981. Otkupna nagrada, Jugoslavenski bijenale male plastike, Murska Sobota

1986. Nagrada Ernanuel Vidović Splitskog salona, Split

1987. Veliko svečano priznanje VII jugoslavenskog bijenala male plastike, Murska Sobota

1988. Otkupna nagrada XIV. zagrebačke izložbe crteža, Zagreb

1993. Otkupna nagrada za spomenik kralju Petru Krešimiru, Šibenik

1995. Prva nagrada za spomenik Draženu Petroviću, Zagreb

1996. Nagrada Splitskog salona, Split

1997. Nagrada Festivala akvarela Hrvatske, Zagreb

1998. II. nagrada za spomenik Marku Maruliću, Zagreb

2003. Nagrada grafičkog bijenala, Split

2004. Velika nagrada III. trijenala akvarela Hrvatske, Karlovac

2006. Nagrada za životno djelo, Slobodna Dalmacija, Split

## Vanjske poveznice
- Vasko Lipovac "Erotika", knjiga
- "Grafičke igre" - katalog izložbe, Split, Muzej grada Splita, listopad 2007.
- Izložba "More, Sport, Erotika - 3x Lipovac"  - Galerija umjetnina, Split, svibanj - lipanj 2006.  Arhivirana inačica izvorne stranice od 2. studenoga 2008. (Wayback Machine)
- Vijenac Sjećanje: Vasko Lipovac (1931-2006) Mornar na posljednjoj plovidbi[neaktivna poveznica]
- Prezentacija projekta Galerija Vasko Lipovac, "Slobodna Dalmacija"
- Dubrovački list - "Suvremena sakralna baština Boke"  Arhivirana inačica izvorne stranice od 17. lipnja 2010. (Wayback Machine)